# Зруг
Зруг (осет. Зругдон) — река в России, протекает по Алагирскому району Республики Северная Осетия-Алания. Длина реки составляет 17 км, площадь водосборного бассейна 66,8 км², по другим данным 66,2 км².
Начинается на северном склоне Двалетского хребта. Течёт в северо-восточном направлении вдоль хребта Халаца через развалины сёл Бирахтикау, Херхестакау и Таугазтикау. Правый берег порос берёзовым лесом. Сливаясь с Заккой у села Нар, образует реку Нар.
На правом берегу реки находится минеральный (щелочно- углекисло- известковисто- мышьяковистый) источник Хасиевский, выше по течению стоит Зругский храм, а еще выше находятся следы аулов Бирагтикау, Хозитикау, Фазитикау и др. С правой же стороны в реку впадают несколько безымянных притоков. Верхняя часть ущелья реки труднопроходима и заканчивается перевалом Дзедо в Водораздельном хребте, на границе Северной Осетии и Грузии.
Высота перевала Дзедо 3004 или 3005 метров, рядом находится перевал Дзедо Восточный высотой 3100 м, соединяющий те же долины рек. Название Дзедо происходит от имени собственного.

## Данные водного реестра
По данным государственного водного реестра России относится к Западно-Каспийскому бассейновому округу, водохозяйственный участок реки — Ардон. Речной бассейн реки — реки бассейна Каспийского моря междуречья Терека и Волги.
Код объекта в государственном водном реестре — 07020000112108200003122.